# 凉山对囊蕨
凉山对囊蕨（学名：Deparia liangshanensis）也称凉山蛾眉蕨，为蹄盖蕨科对囊蕨属下的一个种。